# Шарапов, Василий Степанович
Василий Степанович Шарапов (1758—1817) — оперный певец и драматический актёр Императорских театров Российской империи.

## Биография
Василий Шарапов родился в 1758 году, образование получил в только что основанной тогда трудами И. А. Дмитревского «казённой театральной школе», где, обладая хорошим голосом, одинаково занимался подготовкой как к драматической, так и к оперной сцене и считался одним из наиболее даровитых воспитанников.
По окончании курса 1 сентября 1787 года В. С. Шарапов был определён на службу к Санкт-Петербургским Императорским театрам и впервые выступил в трагедии Вольтера: «Альзира» или «Американцы»; но первое время, согласно данной им подписке, должен был, кроме сцены, трижды в неделю посещать ещё и театральное училище для продолжения обучения, и эти дополнительные занятия, благодаря талантливому руководству Дмитревского, не прошли для него даром и помогли ему вскоре выдвинуться в характерных ролях и пользоваться в них большим успехом у публики. Но ни значительные драматические способности, ни хороший голос и уменье петь не могли вывести его в ряды премьеров, где тогда находились заметно выше его стоявшие П. Плавильщиков, Як. Шушерин, А. Яковлев и В. Самойлов.
За свою более чем двадцатилетнюю службу Шараповым было исполнено и в драме, и в опере немало ролей, но наибольшего внимания среди них, по мнению В. Берёзкина, заслуживают роли Честодума («Самолюбивый стихотворец», комедия Н. Николаева), Ликаста («Принужденная любовь», комедия из театра Мольера), Нарцеса («Эдип в Афинах», трагедия Озерова), Колла («Фингал» Озерова), князя Смоленского («Димитрий Донской») и Бурдона («Павел и Виргиния», опера Крейцера).
Василий Степанович Шарапов умер в отставке в январе 1817 года.